# 에트루리아어

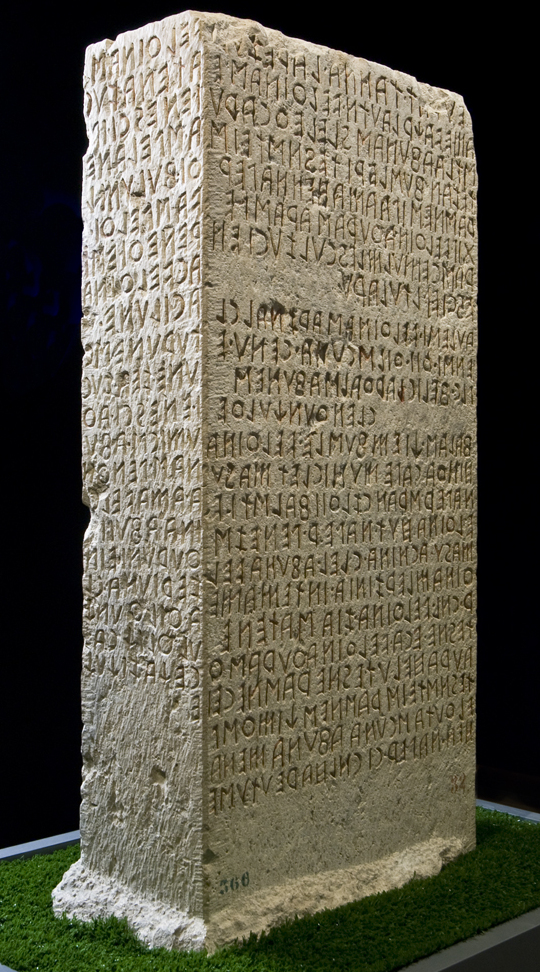
이탈리아 페루자 근교에서 발견된 Cippus Perusinus는 46줄의 에트루리아 문자 기록이 새겨진 비석으로, 현존하는 가장 긴 에트루리아어 비문 중 하나이다. 기원전 3~2세기에 쓰인 것으로 추정된다.

에트루리아어 또는 에트루스카어는 이탈리아반도의 고대 문명인 에트루리아에서 사용된 에트루리아인들의 언어이다.
그리스 문자를 본받아 만들어진 에트루리아 문자로 기록되어 있는데, 이는 로마 문자의 바탕이 되었다. 에르투리아 문자의 읽는 법은 잘 알려져 있지만 현재 남아있는 기록인 비문 등이 손상된 것이 많아 언어의 모습은 상세히 밝혀진 것이 적다. 당시 다른 주변 언어와는 달리 인도유럽어족에 속하지 않지만 계통이 확실히 밝혀지지 않았다.

## 역사
에트루리아어 문헌은 지중해 연안에 널리 퍼져 있었으며 오늘날 약 13,000여 개의 비문으로 전해진다. 대부분은 비교적 짧은 글이지만 소수 상당히 긴 것도 있다. 이 비문들은 약 기원전 700년 경에 작성된 것들이다. 후대의 라틴어 저자들도 언급했듯이 이들은 풍부한 문서 문화를 가지고 있었다. 그러나 현전하는 비문이 아닌 유일한 에트루리아어 책은 1867년 이집트의 미라를 싸는 천으로 쓰였다가 발견된 Liber Linteus 뿐이다.
학자들은 에트루리아어의 사멸 시기를 기원전 1세기에서 기원후 1세기 초까지로 추정한다. Freeman(1999)의 분석에 의하면 비문 자료는 에트루리아어가 기원전 2세기까지 번성했고 기원전 1세기에도 여전히 생존했으며 서기 1세기 초에는 적어도 한 곳에서 살아남아 있었음을 시사한다. 에트루리아어 비문은 에트루리아 남부에서 기원전 1세기 전까지 라틴어로 기록이 대체되면서 먼저 사라진 것이 드러나며, 북부에서는 조금 더 오래 남아있다가 기원전 1세기 전반 라틴어가 섞인 기록이 등장하고 기원후 10~20년의 것을 마지막으로 기록이 끊긴다.

## 음운
현대 문자로 전사한 것을 기준으로 한다.

### 모음
에트루리아어에는 4개의 서로 다른 모음이 있었다. 문자 체계의 특성을 볼 때 o와 u의 음성적 구분은 없었던 것으로 보이는데, 그리스어 차용어를 표기할 때 하나의 기호가 두 모음을 모두 포괄하여 쓰였기 때문이다. (예: 그리스어 κώθων kōthōn > 에트루리아어 qutun '항아리'.)
|        | 전설 | 후설   | 후설   |
| 비원순 | 전설 | 원순   |        |
| ------ | ---- | ------ | ------ |
| 고모음 | i    |        | o(/u/) |
| 저모음 | e    | a(/ɑ/) |        |

### 닿소리
유성 음소(b, d 등)가 없고 대신 파열음이 유기음-무기음의 대립을 보여준다. 이는 중국어파 중 대다수, 아이슬란드어, 스코틀랜드 게일어 등과 비슷하다.
|        |        | 양순음  | 치음    | 후치경음/ 경구개음 | 연구개음   | 성문음 |
| ------ | ------ | ------- | ------- | ------------------ | ---------- | ------ |
| 비음   | 비음   | m       | n(/n̪/)  |                    |            |        |
| 파열음 | 무기음 | p       | t(/t̪/)  |                    | c·k·q(/k/) |        |
| 파열음 | 유기음 | φ(/pʰ/) | θ(/t̪ʰ/) |                    | χ(/kʰ/)    |        |
| 파찰음 | 파찰음 |         | z(/t̪͡s̪/) |                    |            |        |
| 마찰음 | 마찰음 | p2(/ɸ/) | s(/s̪/)  | ś(/ʃ/)             |            | h      |
| 유음   | 설측음 |         | l(/l̪/)  |                    |            |        |
| 유음   | 전동음 |         | r(/r̪/)  |                    |            |        |
| 반모음 | 반모음 |         |         | i(/j/)             | v(/w/)     |        |

## 문법
에트루리아어는 교착어로서 명사, 형용사, 대명사, 동사에 기능에 따라 다른 접미사가 붙었다. 부사와 접속사는 어미 변화가 없었다. 명사에는 주격, 목적격, 소유격, 여격, 처격의 5개 격과 단수 복수의 2개 수가 있었던 것으로 보인다. 모든 단어에 5가지 격이 다 나타나는 것은 아닌데, 명사는 주격과 목적격을 통합하고 있지만 대명사는 일반적으로 그렇지 않다. 성 구분은 인명(남성과 여성)과 대명사(생물과 무생물)에 나타나지만 그 외에는 표시되지 않는다.

## 어휘
어느 정도 명확한 뜻이 알려진 에트루리아어의 어휘는 수백 개에 지나지 않는다. 라틴어에는 상당수의 에트루리아어 단어가 차용되어 현대의 언어들에도 흔적을 남기고 있다. 예시로 다음과 같은 것들이 있다.
- fala: 𐌚𐌀𐌋𐌀(p²ala; ‘기둥’, ‘더미’, ‘망대(望臺)’)에서
- tina: 𐌈𐌉𐌍𐌀(θina; 그릇의 일종)에서

## 같이 보기
- 에트루리아 문자
- 에트루리아인
- 에트루리아 신화
- 티레니아어족
- 선인도유럽 언어

## 참고 문헌
- Bonfante, Larissa (1990). 《Etruscan》. Berkeley: University of California Press. ISBN 0-520-07118-2. LCCN 90031371. OCLC 1285554699.